# Йованович, Владимир (государственный деятель)
Вла́димир Йова́нович (серб. Владимир Јовановић; 1833—1922) — сербский государственный деятель, писатель, философ

 и экономист. Социал-либерал, принадлежавший к традиции Джона Стюарта Милля.
Примкнув к радикальной партии, был вынужден в 1860 году покинуть Сербию. В 1865 году начал издавать сербско-французскую газету «Слобода — La liberté»; в следующем году в Пеште стал организатором и главным участником либеральной сербской партии — «омладины», имевшей целью достижение национального объединения и политической свободы в Сербии.
В том же году Йованович сотрудничает в «Заставе» Милетича. В 1869 году Йованович был заподозрен в участии в убийстве князя Михаила, но оправдан. С 1872 года Йованович снова на родине, член народного собрания. В 1876—1880 годах — министр финансов. Кроме газетных статей и переводов (напр. Рошера, Милля), Йованович опубликовал отдельным изданием: «Les Serbes et la mission de la Serbie dans l’Europe d’Orient», «The emancipation of the Serbian nation» и др.